# Stojan Batič
Stojan Batič, slovenski kipar, * 2. junij 1925, Trbovlje, † 17. september 2015, Ljubljana
Batič je po drugi svetovni vojni, ki jo je preživel v rudniku in pri partizanih, začel s študijem kiparstva, ki ga je končal s specialko leta 1951 kot študent prve generacije na tedanji Akademiji upodabljajočih umetnosti v Ljubljani. Poleg profesorjev Borisa Kalina in Frančiška Smerduja je kasneje nanj močno vplivalo predvsem izpopolnjevanje pri kiparju Ossipu Zadkinu v Parizu, kamor je odšel kot prvi slovenski štipendist. Pri njem se je Batič spoprijel z disciplinirano analizo figure, ki je bila oblikovana v strogo geometrični ureditvi mas delov telesa. Takšno osnovno kiparsko gradnjo je izpeljeval v različnih smereh tako v monumentalnih delih kot v drobni plastiki, jo vešče nadgrajeval z značilno reliefno obdelavo posameznih ploskev in jo razvijal vse do prefinjenega grafizma površin. Ta plemeniti likovni element in grafizem površinskih ploskev sta postala tako rekoč njegov mojstrski zaščitni znak. V zrelih letih se je ob obli plastiki ukvarjal tudi z reliefi; celo oblikovanjem skulptur v lignitu. Med njegova vrhunska dela sodijo redki ohranjeni abstraktni kipi steklenih zaobljenih oblik. Kipar je bil priljubljen portretist. Batič je bil tudi odličen risar.
Njegov prvi spomenik Talec v Radohovi vasi je nastal že leta 1946, sledil je spomenik talcem v Zeleni jami v Ljubljani; oba sta bila še v okviru tedaj modnih realističnih form. Svojo prvo samostojno razstavo je imel Batič leta 1952 v Mali galeriji v Ljubljani. Motiviko je že takrat pretežno črpal iz zakladnice antičnega sveta oziroma slovenskih in evropskih mitov in legend. Batič se je v Cankarjevem domu prvič predstavil leta 1993 s ciklom Slovenski miti in legende, nazadnje pa je tam razstavljal ob svoji 80-letnici (2005) z razstavo Itaka. Njegovi spomeniki, številni v Zasavju in rudarskem Velenju, stoje od tržaškega zamejstva do Štajerske in Koroške. Največji spomenik, ustvarjen skupaj z arhitektom Borisom Kobetom in slikarjem Ivetom Šubicem, stoji v Dražgošah.
V Ljubljani so na javnih površinah postavljena njegova dela: fontana Urška in Povodni mož, 1957, Gospodarsko razstavišče (prvi slovenski kip - mobil) ; Plesalca, Tivoli, pod dvorcem, 1957; Majda Vrhovnik, doprsni kip pred šolo, 1961, Gregorčičeva cesta; Fontana Mladinsko kolo, 1962, Komenskega ulica; Inž. Stanko Bloudek, doprsni kip, 1969, Tivoli (ukraden); Spomenik kmečkim upornikom, 1973, Grajska planota; Slovenski delavci, 1975, Ulica Josipine Turnograjske; Prežihov Voranc, dopasni kip, 1980, Prežihova ulica (ukraden); Julij Betetto, doprsni kip, 1990, Cankarjeva cesta (pri operi); Harlekin, v okenski niši Križank, Trg francoske revolucije; Igralec na lutnjo ob Celovški cesti; Kralj Ojdip, Erjavčeva cesta - Pred SNG Drama postavljen 1997. Leta 1990 so izpred Univerze umaknili Batičev kip Edvarda Kardelja.
Eksperiment v Batičevem kiparskem opusu predstavlja cikel Eksplozije (steklena plastika, narejena s tehniko pihanja stekla in trganja robov steklene posode, pri čemer se celota formira okrog bronastega izstrelka, ki se je zajedel v njeno osrčje).
Batič velja za izrazitega predstavnika figuralnega kiparstva. Njegov stil je močno vezan na vselej navzočo monumentalno spomeniško izraznost, ki jo je mojster svojsko stiliziral z razgibanostjo figure v prostoru. Obenem je v njegovem opusu izjemno razvejana pot poetične, včasih izrazito erotične male plastike. V tej prvini se je pogosto ukvarjal z lepoto mladih ženskih teles in ljubezenske igre. Več ciklusov iz zrelega obdobja je posvečenih antični in slovanski mitologiji.
Batič je poleg kiparstva vzporedno vseskozi sistematično gojil tudi samo risbo, celo kadar je ni uporabil kot temeljno zasnovo za končno kiparsko udejanjanje.
Leta 1960 je dobil Prešernovo nagrado »za kiparski ciklus Rudarji«, poleg številnih drugih nagrad pa je postal tudi častni občan Trbovelj. Leta 1988 so v Zasavskem muzeju v Trbovljah odprli Batičev salon, stalno razstavo njegovih del iz donacije. V obnovljeni Švicariji v ljubljanskem Tivoliju, kjer je ustvarjal v letih 1954-59, je postavljen Spominski atelje Stojana Batiča, ki je rekonstrukcija njegovega ateljeja na Svetčevi ulici 1 v Rožni dolini.
Pokopan je na ljubljanskih Žalah.

## Opus
V svojem plodnem življenju je ustvaril:
- 37 spomenikov,
- 21 parkovnih plastik,
- 53 oprem poslovnih stavb in prekooceanskih ladij,
- preko 250 skulptur male plastike,
- več kot 80 zasebnih portretov in
- 60 javnih portretov
- Ob tem pa je imel 38 samostojnih razstav in 86 skupinskih, doma in v tujini